# زندگی مخفی منشی من
زندگی مخفی منشی من (کره‌ای: 초면에 사랑합니다; لاتین‌نویسی اصلاح‌شده: Chomyeon-e Saranghamnida) یک مجموعهٔ تلویزیونی کره جنوبی سال ۲۰۱۹ است و کیم یونگ-کوانگ، جین کی جو، کیم جه-کیونگ و کو جا-سونگ در آن به ایفای نقش پرداختند. این مجموعه از ۶ مه تا ۲۵ ژوئن ۲۰۱۹ از اس‌بی‌اس روی آنتن رفت.

## بازیگران

### اصلی
- کیم یونگ-کوانگ در نقش دو مین-ایک[۷]
- جین کی جو در نقش جونگ گال-هی[۶]
- کیم جه-کیونگ در نقش ورونیکا پارک/پارک اوک-سون[۸]
- کو جا-سونگ در نقش کی ده-جو[۶]